# 那古野山古墳
那古野山古墳（なごややまこふん、なごのやまこふん）は、愛知県名古屋市中区大須にある古墳。周辺は那古野山古墳公園（旧那古野山公園）として整備されている。

## 概要
大須古墳群の内の一つであり、5世紀中〜後半に造営されたと考えられている。元は南面する前方後円墳であったが、江戸時代に禅寺・清寿院の後園が造営される際に、前方部は取り壊された。清寿院に取り込まれて「浪越山」と呼ばれたのが現在では後円部とされる部分で、直径22メートル、高さ3メートル。大須二子山古墳、日出神社古墳、富士浅間神社古墳とも至近距離にあり、合わせて大須古墳群を形成する。
1872年（明治5年）に清寿院は廃され、1879年（明治12年）に愛知県下初の公園（浪越公園）として開放された。1910年（明治43年）に鶴舞公園が開園すると浪越公園は廃止されたが、1914年（大正3年）に規模を大幅に縮小して、名古屋市設置の那古野山公園となった。その後、公園は再整備され、2022年（令和4年）2月に那古野山古墳公園に改められた。古墳の周囲は三方をビルなどに囲まれた状態となっている。

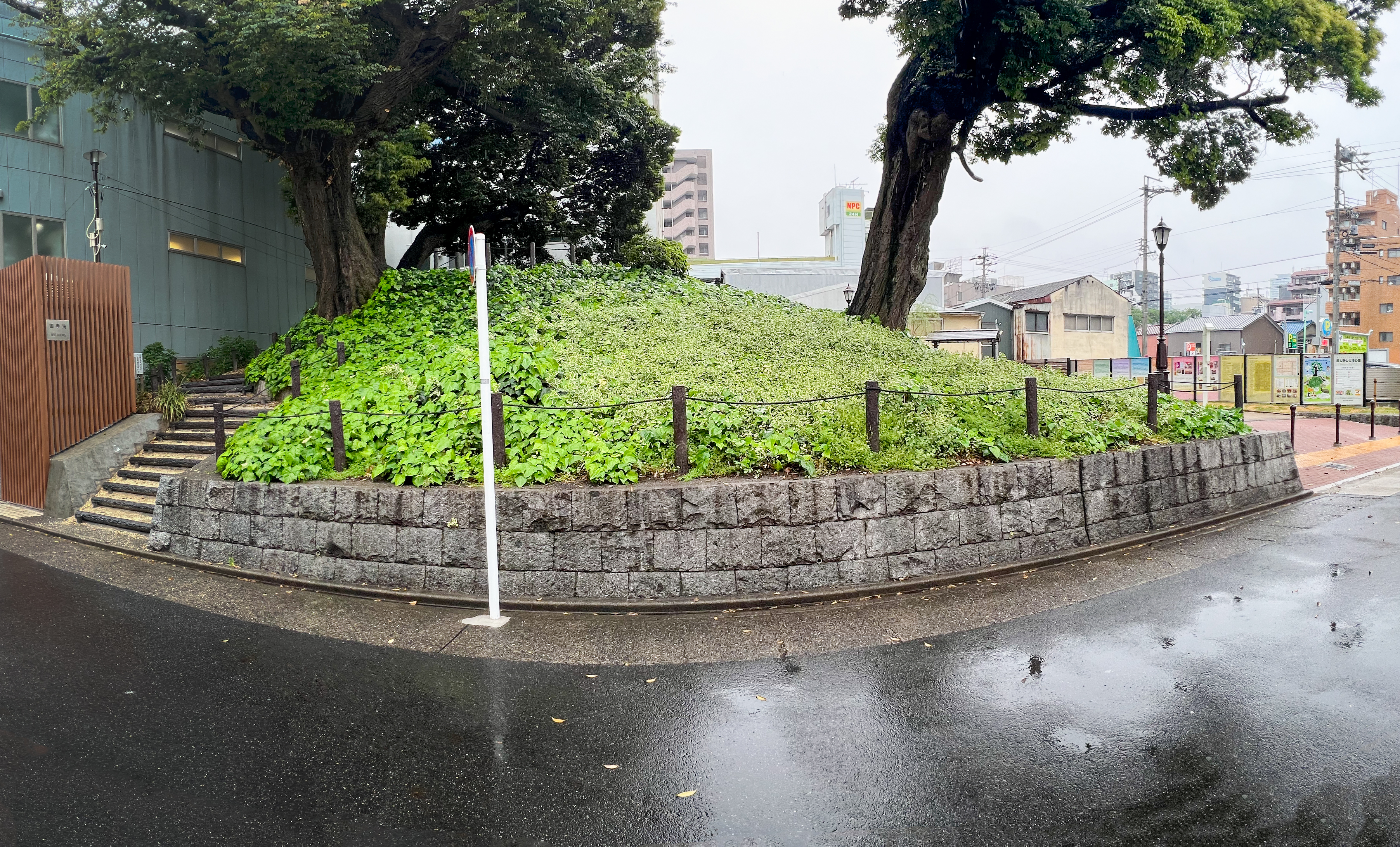
墳丘（東）
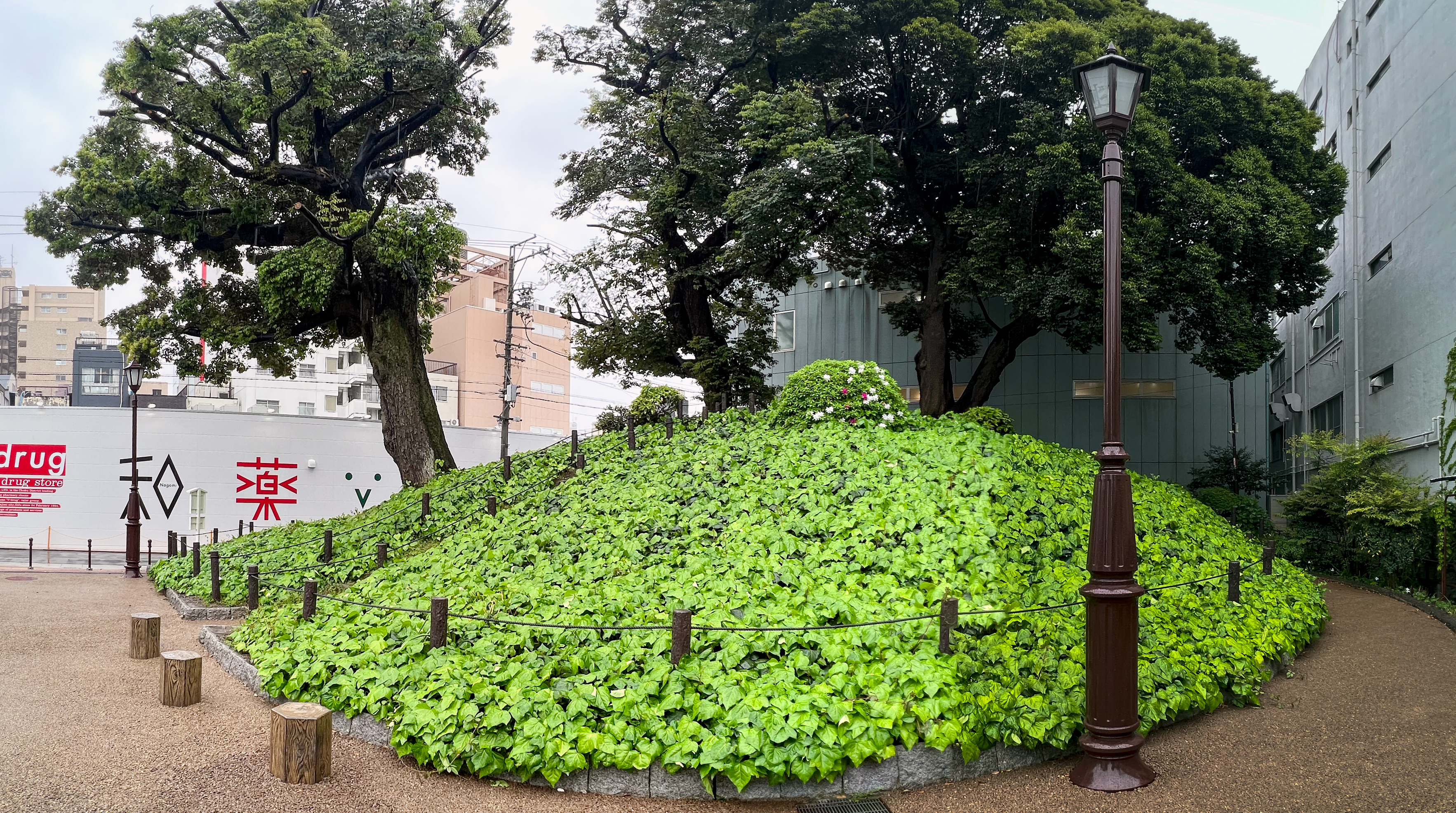
墳丘（北）

## 年表
- 6世紀頃 - 築造。
- 江戸時代 - 清寿院の後園が造営される。
- 1879年（明治12年） - 浪越公園として開放。
- 1910年（明治43年） - 浪越公園が閉園。
- 1914年（大正3年） - 那古野山公園が開園。
- 2022年（令和4年） - 那古野山公園が再整備され那古野山古墳公園となる[1]。

## 発掘調査
発掘調査から、現在残る墳丘部（浪越山）は元々あった円墳部に、後になって盛土などをして改修したものと考えられている。

### 1991年（平成3年）12月2日〜7日
市環境事業局による公園設置の公衆トイレ改築に伴うもの。
道路に面したトイレ周辺の墳丘の一部を掘削。表土に近い部分から埴輪片1点が採集。表土から約1.8メートルまで戦後の撹乱土、その下に明治・大正期の陶磁器片を確認。古墳時代の土層は確認できず。

### 1995年（平成7年）1月30日〜2月2日
市農政緑地局による公園整備に伴うもの。
墳頂から北斜面にトレンチ（幅1〜1.2メートル、長さ9メートル）を掘削。人力で60センチを掘るも中近世の盛土と判明。更にトレンチの北半分をバックホーで機械掘りするも、約1.5メートルまで中近世の盛土と判明する。2ヶ所を選定して更に掘った結果、2メートルまで中近世層が混在し、その下に埴輪片などの遺物を確認、古墳時代の土層と判断された。

### 発見された遺物
- 中近世層 - 近世いぶし瓦片、山茶碗片、中世陶器片、土師器皿
- 古墳時代層 - 須恵器片1点、複数の円筒埴輪片

## 出土品
有蓋脚付短頸壺（ゆうがいきゃくつきたんけいこ） - 須恵器。清寿院の後園が造営される際に浪越山南側（前方部）から見つかったと伝わる。近くに在る富士浅間神社に保存されている。
発掘調査による遺物は名古屋市博物館に収蔵されている．

## 那古野山古墳公園
江戸時代、大光院の南には清寿院があった。1879年（明治12年）3月、この場所に愛知県営の浪越公園（なごやこうえん）が開設された。その後、1909年（明治42年）に市営の鶴舞公園が開設されたことに伴い、公園機能は鶴舞に移転し、県営の浪越公園は1909年（明治42年）1月29日告示により廃止された。
その直後の1910年（明治43年）12月26日に県から市に一部の土地が譲渡された。古墳の跡が残る当地にも小公園が再整備されることになり、1914年（大正3年）2月14日に「那古野山公園」となった。2022年（令和4年）に那古野山公園は再整備され那古野山古墳公園となった。
清寿院の境内には尾張名古屋の三名水と評された「柳下水」があり、明治初期に清寿院が廃寺になった後も生活用水として使われた。柳下水は昭和50年代に埋め立てられ、跡地にモニュメントが建てられていたが、2020年（令和2年）3月に土地開発によりモニュメントが取り壊されることになったため、住民の要望で公園の再整備とともに公園内に移設された。